# Oceans of Sadness
Oceans of Sadness est un groupe belge de metal alternatif, originaire de Dessel, actif entre 1995 et 2011.

## Histoire
Oceans of Sadness est formé en 1995 à Dessel, et a été influencé par des groupes tels que Type O Negative, Amorphis et Paradise Lost. Le groupe remporte le Metal Bash Award en 1999, organisé par le magazine Aardschok,. Ils repartent avec tous les prix possibles et jouent au Dynamo Open Air, entre autres, avant même la sortie d'un album. Un an plus tard, ils signent avec LSP Records pour deux albums. La même année, ils sortent l'album For We Are, et jouent pour la première fois au Graspop Metal Meeting.
Le deuxième album du groupe, Laughing Tears, Crying Smile, suit deux ans plus tard. Il reçoit des critiques dithyrambiques en Allemagne et à l'étranger, mais n'est toujours pas un véritable succès, car distribué qu'en Belgique et aux Pays-Bas. Pour la chanson So Close, ils réalisent une vidéo qui est diffusée sur TMF. En 2004, Send in the Clowns sort chez Apache Productions,, et le groupe part en tournée avec Epica au Portugal et en Espagne. Cependant, un pneumothorax contraint le chanteur Tijs à se reposer, ce qui leur permettra de travailler principalement sur de nouvelles chansons.
Leur quatrième album, Mirror Palace, est publié par Scarlet Records en 2007. Avec cet album, ils jouent pour la quatrième fois au Graspop Metal Meeting, font leur première tournée en Italie et donnent un grand nombre de concerts en Belgique et aux Pays-Bas. Toujours en 2007, le groupe reprend Them Bones d'Alice in Chains qu'il publie sur son compte Myspace. Le groupe continue à travailler sur de nouvelles chansons et le résultat est The Arrogance of Ignorance, sorti en 2008. Sur cet album, John Liiva (ex-Arch Enemy, Hearse), Annlouice Loegdlund (Diablo Swing Orchestra) et leur ami Anders Nordström (Swedish Connection), en tant qu'invité. Cet album leur vaut le prix du « meilleur album de metal avant-gardiste au monde », décerné décerné par la plateforme de metal en ligne MetalStorm. Il leur permet également d'être programmés pour la première fois en 2010 au festival américain Progpower USA à Atlanta.
En juin 2011, le groupe met fin à une carrière de 15 ans qui, selon eux, devenait routinière. Près de cinq ans plus tard, et surtout à l'occasion du 20e anniversaire du Graspop Metal Meeting, Oceans of Sadness revient sur le devant de la scène. Oceans of Sadness revient sur scène le jeudi 18 juin 2015 sur la Jupiler Stage. Le vendredi 12 juin, un essai unique a lieu au JG Scharnier à Dessel-Witgoor sous le nom de Seas of Happiness.

## Discographie

### Albums studio
- 2000 : For We Are
- 2002 : Laughing Tears, Crying Smile
- 2004 : Send In the Clowns
- 2007 : Mirror Palace
- 2008 : The Arrogance of Ignorance